# Новая Канайка
Новая Канайка (каз. Жаңа Канайка) — село в Уланском районе Восточно-Казахстанской области Казахстана. Входит в состав Айыртауского сельского округа. Код КАТО — 636253200.

## Географическое положение
Село Новая Канайка находится на берегу реки Дресвянка (в основном на правом), в 13-ти км к западу от села Айыртау.

## Население
В 1999 году население села составляло 835 человек (394 мужчины и 441 женщина). По данным переписи 2009 года, в селе проживало 657 человек (346 мужчин и 311 женщин).

## Инфраструктура

### Улицы
- ул. Болашак,
- ул. Даменулы,
- ул. Жагалау.

## Объекты социальной сферы
- КГКП «Восточно-Казахстанская областная психиатрическая больница с. Ново-Канайка»